# Koble, Slovenske Konjice
Koble este o localitate din comuna Slovenske Konjice, Slovenia, cu o populație de 99 de locuitori.